# Cantón de Aubagne-Este
El cantón de Aubagne-Este era una división administrativa francesa, que estaba situada en el departamento de Bocas del Ródano y la región de Provenza-Alpes-Costa Azul.

## Composición
El cantón estaba formado por cinco comunas, más una fracción de la comuna que le daba su nombre:
- Aubagne (fracción)
- Carnoux-en-Provence
- Cassis
- Cuges-les-Pins
- Gémenos
- Roquefort-la-Bédoule

## Supresión del cantón de Aubagne-Este
En aplicación del Decreto n.º 2014-271 de 27 de febrero de 2014, el cantón de Aubagne-Este fue suprimido el 29 de marzo de 2015 y sus 6 comunas pasaron a formar parte; cinco del nuevo cantón de La Ciotat y una del nuevo cantón de Aubagne.